# Raphaël Glucksmann

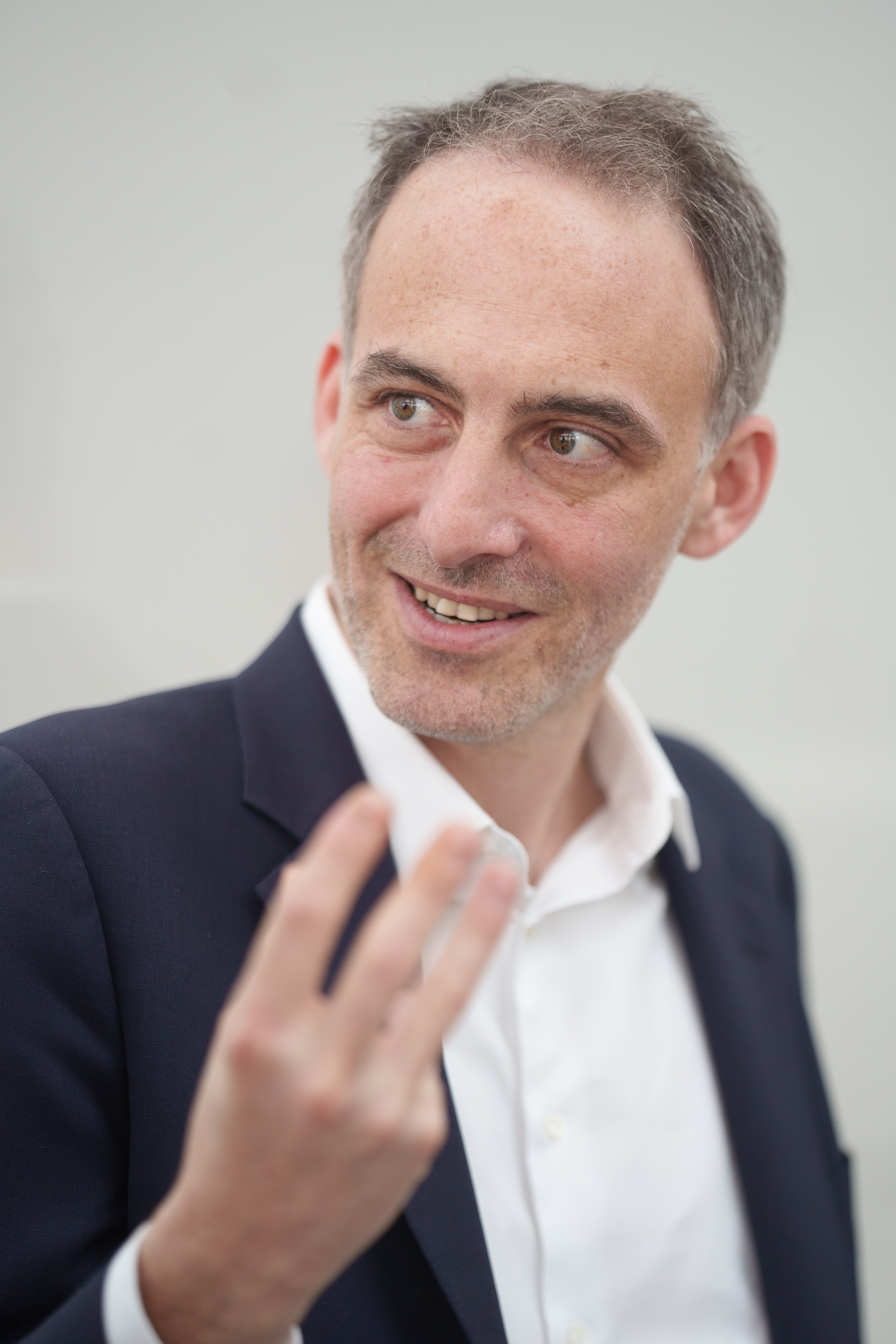
Raphaël Glucksmann (2024)

Raphaël Glucksmann (* 15. Oktober 1979 in Boulogne-Billancourt) ist ein französischer Journalist, Dokumentarfilmer und Politiker. Von 2008 bis 2012 beriet er den georgischen Präsidenten Michail Saakaschwili. Seit 2018 ist er einer der Anführer der Partei Place publique (PP). Bei den Europawahlen 2019 und 2024 war er Spitzenkandidat der mit dem Parti socialiste (PS) und dem Parti radical de gauche gebildeten Liste Envie d’Europe écologique et sociale bzw. der aus PS und PP bestehenden Liste Réveiller l’Europe und ist seither Mitglied des Europäischen Parlaments. 

## Leben und Laufbahn

### Jugend, Studium
Raphaël Glucksmann ist der Sohn des französischen Philosophen und Essayisten André Glucksmann und von Françoise Villette, einer Tochter der einflussreichen kommunistischen Philosophin Jeannette Colombel. Er besuchte das Lycée Henri IV in Paris und studierte von 1999 bis 2003 am Institut d’études politiques de Paris (Sciences Po).

### Journalist und Regisseur
Zwischen 2001 und 2002 arbeitete er als Korrespondent für die Tageszeitung Le Soir d’Algérie in Algerien. Zwischen 2004 und 2007 drehte er Dokumentarfilme für das französische Fernsehen, unter anderem über den Völkermord in Ruanda und die Orange Revolution in der Ukraine.
Von 2013 bis 2016 war Glucksmann Ko-Geschäftsführer einer Werbeagentur. Seit 2017 trat er als Kolumnist in der Sendung Questions politiques im öffentlich-rechtlichen Hörfunkprogramm France Inter auf. Von Dezember 2017 bis Oktober 2018 war er zudem Herausgeber der Literaturzeitschrift Le Nouveau Magazine littéraire. Danach gab er seine journalistische Arbeit zugunsten seiner politischen Tätigkeit auf.

### Politisches Engagement
2002 war er Mitbegründer der NGO Études Sans Frontières (deutsche Sektion: Studieren Ohne Grenzen), die Studenten aus kriegszerrissenen Ländern, darunter Tschetschenien, Ruanda, Demokratische Republik Kongo und Sudan, ein Studium im Westen ermöglichen will. 
2008 veröffentlichte er einen Interviewband mit Michail Saakaschwili, Je vous parle de liberté. Darin gibt der georgische Präsident Auskunft über seine Rolle im Kaukasuskrieg 2008 und seine politische Biografie. Anschließend holte Saakaschwili Glucksmann als persönlichen Berater für Außenpolitik und europäische Integration nach Tiflis. Glucksmann hielt dem Präsidenten jahrelang die Treue, verteidigte im georgischen Parlamentswahlkampf 2012 gegenüber Auslandskorrespondenten seine Politik. Nach der Niederlage von Saakaschwilis Vereinter Nationaler Bewegung bei dieser Wahl verließ Glucksmann Georgien und kehrte nach Frankreich zurück.
Im Vorfeld der Parlamentswahl in Frankreich 2007 trat Glucksmann als Unterstützer der wirtschaftsliberalen Kleinpartei Alternative libérale auf und wurde zeitweilig als Kandidat dieser Partei in einem Wahlkreis in Paris angekündigt, trat dann aber nicht an. Glucksmann war zunächst – wie sein Vater – ein ausgesprochener Unterstützer des 2007 gewählten konservativen Präsidenten Nicolas Sarkozy. Im Jahr 2015 bezeichnete er die Unterstützung für Sarkozy rückblickend als Fehler. Im Präsidentschaftswahlkampf 2017 sprach er sich für Benoît Hamon vom Parti socialiste (PS) aus.
Im November 2018 gründete Glucksmann zusammen mit dem Wirtschaftswissenschaftler Thomas Porcher, der Umweltaktivistin Claire Nouvian und dem Elsässer Lokalpolitiker Jo Spiegel (Bürgermeister von Kingersheim, ehemaliges PS-Mitglied) die linke ökologische Pro-EU-Partei Place publique. Sie trat zur Europawahl im Mai 2019 in einer gemeinsamen Liste mit dem PS, dem Parti radical de gauche (PRG) und Nouvelle Donne, einer linken Abspaltung des PS, an. Glucksmann war der Spitzenkandidat dieser Envie d'Europe écologique et sociale (Lust auf ein ökologisches und soziales Europa) genannten Liste, die 6,2 % der Stimmen und fünf der 74 französischen Sitze im Europäischen Parlament erhielt. 
Seither ist er Europaabgeordneter in der Fraktion der Progressiven Allianz der Sozialdemokraten (S&D). Er ist Mitglied des Ausschusses für auswärtige Angelegenheiten und stellvertretender Vorsitzender des Unterausschusses für Menschenrechte. Bei der Europawahl im Juni 2024 war er Spitzenkandidat des PS. Im Juli 2024 bekundeten in einer Meinungsumfrage 14 % der Befragten, sie würden ihn als Staatspräsident wählen, falls er sich zur Wahl stellte. Die deutsche Wochenzeitung Jüdische Allgemeine bezeichnete ihn als heimlichen Star der französischen Linken.
Für Aufsehen sorgte Mitte März 2025 seine Forderung, die USA mögen Frankreich die 1876 geschenkte Freiheitsstatue zurückgeben, da das Land unter Präsident Donald Trump die mit ihr verbundenen Werte offenbar verachte.

### Privatleben
Glucksmann war von 2009 bis 2012 mit der georgischen Journalistin Eka Zgouladze verheiratet, die von 2005 bis 2012 stellvertretende Justizministerin Georgiens war. Glucksmann und sie haben einen Sohn, der 2011 geboren wurde.
Seit 2015 ist er mit der populären Hörfunk- und Fernsehjournalistin und Moderatorin Léa Salamé liiert, mit der er einen Sohn hat.

## Schriften (Auswahl)
- Die Politik sind wir! Gegen den Egoismus, für einen neuen Gesellschaftsvertrag. Carl Hanser Verlag, München 2019, ISBN 978-3-446-26400-7 (französisch: Les enfants du vide. De l'impasse individualiste au réveil citoyen. Paris 2018. Übersetzt von Stephanie Singh).